# Bertalan Bicskei
Bertalan Bicskei, né le 17 septembre 1944 à Budapest, et mort le 17 juillet 2011, est un footballeur puis entraîneur de football hongrois.

## Biographie

### En club
Il atteint les huitièmes de finale de la Coupe d'Europe des vainqueurs de coupe lors de la saison 1970-1971 avec le Budapest Honvéd.

### En équipe nationale
Il reçoit une sélection en équipe de Hongrie, le 13 juin 1973 contre la Suède. Ce match compte pour les qualifications à la coupe du monde 1974.
Il est sacré champion olympique lors des Jeux olympiques d'été de 1968 organisés à Mexico.

### Carrière d'entraîneur
Lors des Championnats d'Europe juniors de 1984 disputé en Yougoslavie, il remporte avec la Hongrie son premier trophée en tant qu'entraineur.
Il dirige ensuite l'équipe nationale hongroise en 1989, puis à nouveau de 1998 à 2001. Il officie à la tête de la sélection hongroise sur un total de 45 matchs.
Il est le sélectionneur de l'équipe nationale de Malaisie de 2004 à 2005, puis de l'équipe nationale du Libéria de 2010 à 2011.
Lors de son passage au Liberia, il est empoisonné par un biscuit. Il doit arrêter son travail le 14 mars 2011, et décède des suites de cet empoisonnement le 17 juillet 2011.

## Palmarès
- Médaillé d'or aux Jeux olympiques d'été de 1968 avec l'équipe de Hongrie
- Finaliste de la Coupe de Hongrie en 1968 et 1969 avec le Budapest Honvéd ; en 1976 avec le MTK Budapest

## Filmographie
- 1981 : A mérközés (Match)